# Convitto nazionale Pietro Giannone

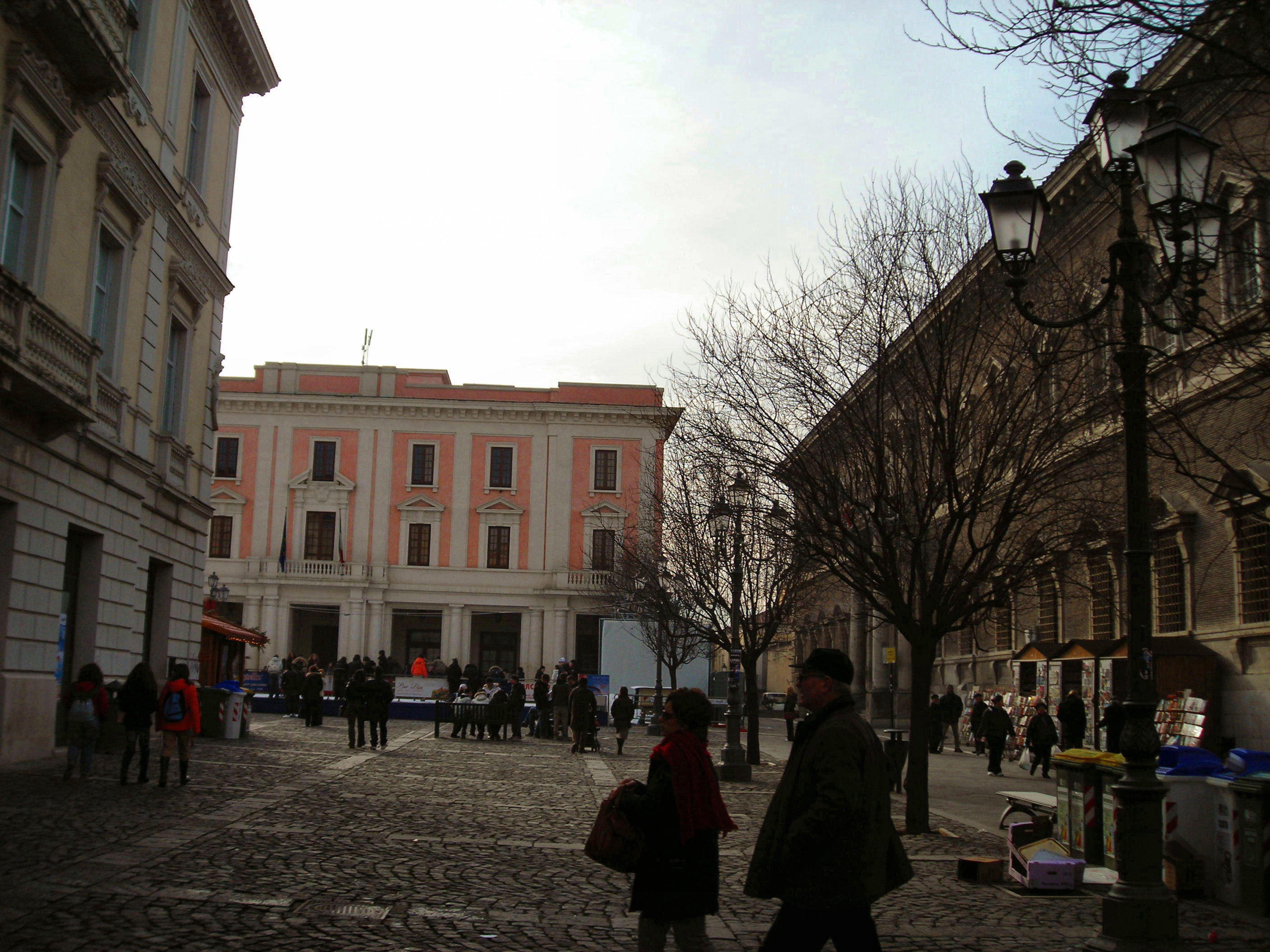
Piazza Roma. Sulla destra il convitto "P. Giannone".

Il convitto nazionale "Pietro Giannone" è un istituto di istruzione primaria e secondaria della città di Benevento, situato in piazza Roma. Ospita anche alcuni corsi della Facoltà di Ingegneria dell'Università degli Studi del Sannio.

## Storia
Costruito nell'anno 1603, quando i Gesuiti, incaricati nel 1593 della pubblica istruzione cittadina, acquistarono il palazzo della famiglia nobile De Gennaro, lo tramutarono in collegio e monastero.
Il terremoto del 5 giugno 1688, distrusse buona parte dell'edificio, ma fu riedificato a sue spese dal cardinale Orsini (futuro papa Benedetto XIII), il suo aiuto giunse anche dopo il successivo sisma del 14 marzo 1702. I lavori in quell'occasione terminarono nel 1736 a cura del cardinale Fieri, il quale ne assunse l'incarico dopo la morte dell'Orsini.
Nel 1810 Louis de Beer vi fondò il Liceo. Il Convitto fu stabilito nel 1861 dalla Provincia di Benevento in osservanza di un decreto del Regno di Sardegna; nel 1865 esso passò all'amministrazione del Ministero della Pubblica Istruzione e intitolato al filosofo, storico e giureconsulto Pietro Giannone.
Durante i primi anni del XX secolo l'architetto Almerico Meomartini venne incaricato di effettuare nuovi lavori, per attuarli preparò due progetti: il primo prevedeva l'entrata principale sul corso Garibaldi, l'altro la sopraelevazione di un altro piano; i lavori furono appaltati, ma non furono mai eseguiti.
Nei pressi dell'edificio, nel 1651 i Gesuiti avevano anche fondato la Chiesa del Gesù. Devastata da un incendio in una sera del mese di giugno del 1918, fu abbattuta nel 1926.